# 彼得里夫卡 (斯特留科韋市鎮)
47°20′29″N 30°36′54″E / 47.34139°N 30.61500°E
彼得里夫卡（烏克蘭語：Петрівка）是位於烏克蘭西南部的村莊，由敖德薩州貝雷濟夫卡區的斯特留科韋市鎮負責管轄。該村始建於1890年，面積0.94平方公里，海拔高度24米，2001年人口373，人口密度每平方公里396.81人。